# Rose of Tralee
Rose of Tralee ist der alljährlich neu vergebene Titel für eine junge Irin, die im darauf folgenden Jahr auf einer Welttournee für die Stadt Tralee, das County Kerry und die Republik Irland wirbt. Sie repräsentiert auch das Zusammengehörigkeitsgefühl irischer Auswanderer.
Die Rose of Tralee wird im Rahmen eines in Tralee stattfindenden Festivals ermittelt. Es bewerben sich junge Frauen aus Irland und aus irischen Gemeinden weltweit. Im Unterschied zu reinen Schönheitswettbewerben gibt es bei der Rose of Tralee keinen Auftritt im Bikini.

## Geschichte
Die erste Wahl fand als Bereicherung des Programms einer Pferderennwoche 1959 statt. Die Erfinder des Wettbewerbs entnahmen den Titel einem sentimentalen Liebeslied des 19. Jahrhunderts, in dem es heißt: „That made me love Mary, the Rose of Tralee“.
Zunächst nahmen nur junge Frauen aus Tralee teil; dann kamen Bewerberinnen aus Kerry und den anderen irischen Countys dazu. Heute stellen irische Gemeinden aus aller Welt in Vorwahlen ermittelte Rose-Kandidatinnen.
Seit 1967 wird das Ereignis vom irischen Fernsehen übertragen. 1986 wurde das Festival mit Charles Haughey erstmals von einem irischen Ministerpräsidenten eröffnet.

## Titelträgerinnen
| Year | Name                      | am Start für    |
| ---- | ------------------------- | --------------- |
| 1959 | Alice O’Sullivan          | Dublin          |
| 1960 | Theresa Kenny             | Chicago         |
| 1961 | Josie Ruane               | Cork            |
| 1962 | Ciara O’Sullivan          | Dublin          |
| 1963 | Geraldine Fitzgerald      | Boston          |
| 1964 | Margaret O’Keeffe         | Tralee          |
| 1965 | Therese Gillespie         | Belfast         |
| 1966 | Lorraine Stollery         | Neuseeland      |
| 1967 | Anne Foley                | Birmingham      |
| 1968 | Eileen Slattery           | Clare           |
| 1969 | Cathy Quinn               | Dublin          |
| 1970 | Kathy Welsh               | Holyoke         |
| 1971 | Linda McGreevey           | Miami           |
| 1972 | Claire Dubendorfer        | Schweiz         |
| 1973 | Veronica McCambridge      | Belfast         |
| 1974 | Maggie Flaherty           | New York        |
| 1975 | Maureen Shannon           | London          |
| 1976 | Marie Soden               | New York        |
| 1977 | Orla Burke                | Waterford       |
| 1978 | Liz Shovlin               | Pennsylvania    |
| 1979 | Marita Marron             | Belfast         |
| 1980 | Sheila O’Hanrahan         | Galway          |
| 1981 | Debbie Carey              | Birmingham      |
| 1982 | Laura Gainey              | Peterborough    |
| 1983 | Brenda Hyland             | Waterford       |
| 1984 | Diane Hannagan            | Limerick        |
| 1985 | Helena Rafferty           | Boston          |
| 1986 | Noreen Cassidy            | Leeds           |
| 1987 | Larna Canoy               | Chicago         |
| 1988 | Mary Ann Murphy           | Neuseeland      |
| 1989 | Sinéad Boyle              | Dublin          |
| 1990 | Julia Dawson              | Deutschland     |
| 1991 | Denise Murphy             | Cork            |
| 1992 | Niamh Grogan              | Galway          |
| 1993 | Kirsty Flynn              | Midlands UK     |
| 1994 | Muirne Hurley             | Limerick        |
| 1995 | Nyomi Horgan              | Perth           |
| 1996 | Colleen Mooney            | Toronto         |
| 1997 | Sinéad Lonergan           | Frankreich      |
| 1998 | Mindi O’Sullivan          | Galway          |
| 1999 | Geraldine O’Grady         | Cork            |
| 2000 | Róisín Egenton            | New York        |
| 2001 | Lisa Manning              | Perth           |
| 2002 | Tamara Gervasoni          | Italien         |
| 2003 | Orla Tobin                | Dublin          |
| 2004 | Orla O’Shea               | Kilkenny        |
| 2005 | Aoibhinn Ní Shúilleabháin | Mayo            |
| 2006 | Kathryn Anne Feeney       | Queensland      |
| 2007 | Lisa Murtagh              | New York        |
| 2008 | Lee McClanaghan           | South Australia |
| 2009 | Charmaine Kenny           | London          |
| 2010 | Clare Kambamettu          | London          |
| 2011 | Tara Talbot               | Queensland      |
| 2012 | Nicola McEvoy             | Luxemburg       |
| 2013 | Haley O’Sullivan          | Texas           |
| 2014 | Maria Walsh               | Philadelphia    |
| 2015 | Elysha Brennan            | Meath           |
| 2016 | Maggie McEldowney         | Chicago         |
| 2017 | Jennifer Byrne            | Offaly          |
| 2018 | Kirsten Mate Maher        | Waterford       |
| 2019 | Sinéad Flanagan           | Limerick        |
| 2020 | (abgesagt)                |                 |
| 2021 | (abgesagt)                |                 |
| 2022 | Rachel Duffy              | Westmeath       |
| 2023 | Róisín Wiley              | New York        |
| 2024 | Keely O’Grady             | Neuseeland      |
| 2025 | Katelyn Cummins           | Laois           |